# Badminton nos Jogos Olímpicos de Verão de 2012 - Simples feminino
As competições de simples feminino do badminton nos Jogos Olímpicos de Verão de 2012 foram disputadas entre os dias 28 de julho e 4 de agosto na Arena Wembley. O sorteio foi realizado em 23 de julho.

## Formato da competição
As 46 atletas foram divididas em 16 grupos, dos quais 14 grupos possuem 3 atletas e 2 grupos possuem apenas 2 atletas. As atletas se enfrentaram uma única vez dentro de seus grupos. A campeã de cada grupo avança a fase eliminatória.

## Cabeças-de-chave
| 1. CHN Wang Yihan 2. CHN Wang Xin 3. CHN Li Xuerui 4. IND Saina Nehwal 5. DEN Tine Baun 6. GER Juliane Schenk 7. TPE Cheng Shao-chieh 8. KOR Sung Ji-hyun | 1. THA Ratchanok Intanon 2. TPE Tai Tzu-ying 3. KOR Bae Youn-joo 4. JPN Sayaka Sato 5. SIN Gu Juan 6. NED Yao Jie 7. BUL Petya Nedelcheva 8. FRA Pi Hongyan |

## Medalhistas
| Ouro   | CHN Li Xuerui    |
| Prata  | CHN Wang Yihan   |
| Bronze | IND Saina Nehwal |

## Resultados

### Fase de grupos

#### Grupo A
| Nome            | J | V | D | SG | SP | Pts |
| --------------- | - | - | - | -- | -- | --- |
| CHN Wang Yihan  | 1 | 1 | 0 | 2  | 0  | 1   |
| CAN Michelle Li | 1 | 0 | 1 | 0  | 2  | 0   |

| 30 de julho, 09:05 | 30 de julho, 09:05 | 30 de julho, 09:05 |
| ------------------ | ------------------ | ------------------ |
| CHN Wang Yihan     | 21–8 21–16         | CAN Michelle Li    |

#### Grupo B
| Nome                 | J | V | D | SG | SP | Pts |
| -------------------- | - | - | - | -- | -- | --- |
| KOR Bae Youn-joo     | 2 | 2 | 0 | 4  | 1  | 2   |
| MAS Tee Jing Yi      | 2 | 1 | 1 | 3  | 2  | 1   |
| ITA Agnese Allegrini | 2 | 0 | 2 | 0  | 4  | 0   |

| 28 de julho, 08:30   | 28 de julho, 08:30 | 28 de julho, 08:30   |
| -------------------- | ------------------ | -------------------- |
| KOR Bae Youn-joo     | 16–21 –15 21–12    | MAS Tee Jing Yi      |
| 30 de julho, 20:54   |                    |                      |
| ITA Agnese Allegrini | 7–21 14–21         | MAS Tee Jing Yi      |
| 31 de julho, 14:19   |                    |                      |
| KOR Bae Youn-joo     | 21–11 21–15        | ITA Agnese Allegrini |

#### Grupo C
| Nome                 | J | V | D | SG | SP | Pts |
| -------------------- | - | - | - | -- | -- | --- |
| TPE Cheng Shao-chieh | 2 | 2 | 0 | 4  | 0  | 2   |
| TUR Neslihan Yiğit   | 2 | 1 | 1 | 2  | 2  | 1   |
| AUT Simone Prutsch   | 2 | 0 | 2 | 0  | 4  | 0   |

| 28 de julho, 14:15   | 28 de julho, 14:15 | 28 de julho, 14:15 |
| -------------------- | ------------------ | ------------------ |
| TUR Neslihan Yiğit   | 21–18 21–10        | AUT Simone Prutsch |
| 30 de julho, 13:09   |                    |                    |
| TPE Cheng Shao-chieh | 21–11 21–9         | AUT Simone Prutsch |
| 31 de julho, 12:30   |                    |                    |
| TPE Cheng Shao-chieh | 21–10 21–6         | TUR Neslihan Yiğit |

#### Grupo D
| Nome                 | J | V | D | SG | SP | Pts |
| -------------------- | - | - | - | -- | -- | --- |
| SIN Gu Juan          | 2 | 2 | 0 | 4  | 0  | 2   |
| AUS Victoria Na      | 2 | 1 | 0 | 2  | 2  | 1   |
| SVK Monika Fašungová | 2 | 0 | 2 | 0  | 4  | 0   |

| 29 de julho, 08:30 | 29 de julho, 08:30 | 29 de julho, 08:30   |
| ------------------ | ------------------ | -------------------- |
| SIN Gu Juan        | 21–5 21–11         | SVK Monika Fašungová |
| 30 de julho, 08:30 |                    |                      |
| AUS Victoria Na    | 21–12 21–18        | SVK Monika Fašungová |
| 31 de julho, 09:09 |                    |                      |
| SIN Gu Juan        | 21–10 21–7         | AUS Victoria Na      |

#### Grupo E
| Nome               | J | V | D | SG | SP | Pts |
| ------------------ | - | - | - | -- | -- | --- |
| IND Saina Nehwal   | 2 | 2 | 0 | 4  | 0  | 2   |
| BEL Lianne Tan     | 2 | 1 | 1 | 2  | 2  | 1   |
| SUI Sabrina Jaquet | 2 | 0 | 2 | 0  | 4  | 0   |

| 28 de julho, 20:50 | 28 de julho, 20:50 | 28 de julho, 20:50 |
| ------------------ | ------------------ | ------------------ |
| BEL Lianne Tan     | 21–16 21–16        | SUI Sabrina Jaquet |
| 29 de julho, 13:42 |                    |                    |
| IND Saina Nehwal   | 21–9 21–4          | SUI Sabrina Jaquet |
| 30 de julho, 18:30 |                    |                    |
| IND Saina Nehwal   | 21–4 21–14         | BEL Lianne Tan     |

#### Grupo F
| Nome                    | J | V | D | SG | SP | Pts |
| ----------------------- | - | - | - | -- | -- | --- |
| NED Yao Jie             | 2 | 2 | 0 | 4  | 0  | 2   |
| ISL Ragna Ingólfsdóttir | 2 | 1 | 1 | 2  | 2  | 1   |
| LTU Akvilė Stapušaitytė | 2 | 0 | 2 | 0  | 4  | 0   |

| 29 de julho, 12:30      | 29 de julho, 12:30 | 29 de julho, 12:30      |
| ----------------------- | ------------------ | ----------------------- |
| NED Yao Jie             | 21–16 21–7         | LTU Akvilė Stapušaitytė |
| 30 de julho, 19:42      |                    |                         |
| ISL Ragna Ingólfsdóttir | 21–10 21–16        | LTU Akvilė Stapušaitytė |
| 31 de julho, 20:54      |                    |                         |
| NED Yao Jie             | 21–12 25–23        | ISL Ragna Ingólfsdóttir |

#### Grupo G
| Nome                     | J | V | D | SG | SP | Pts |
| ------------------------ | - | - | - | -- | -- | --- |
| DEN Tine Baun            | 2 | 2 | 0 | 4  | 1  | 2   |
| RUS Anastasia Prokopenko | 2 | 1 | 1 | 3  | 2  | 1   |
| POL Kamila Augustyn      | 2 | 0 | 2 | 0  | 4  | 0   |

| 28 de julho, 09:05       | 28 de julho, 09:05 | 28 de julho, 09:05       |
| ------------------------ | ------------------ | ------------------------ |
| RUS Anastasia Prokopenko | 21–16 21–17        | POL Kamila Augustyn      |
| 30 de julho, 19:40       |                    |                          |
| DEN Tine Baun            | 21–11 21–6         | POL Kamila Augustyn      |
| 31 de julho, 12:30       |                    |                          |
| DEN Tine Baun            | 19–21 –15 21–16    | RUS Anastasia Prokopenko |

#### Grupo H
| Nome                | J | V | D | SG | SP | Pts |
| ------------------- | - | - | - | -- | -- | --- |
| JPN Sayaka Sato     | 2 | 2 | 0 | 4  | 1  | 2   |
| GBR Susan Egelstaff | 2 | 1 | 1 | 3  | 2  | 1   |
| SLO Maja Tvrdy      | 2 | 0 | 2 | 0  | 4  | 0   |

| 28 de julho, 12:30  | 28 de julho, 12:30 | 28 de julho, 12:30  |
| ------------------- | ------------------ | ------------------- |
| GBR Susan Egelstaff | 21–15 21–10        | SLO Maja Tvrdy      |
| 29 de julho, 13:09  |                    |                     |
| JPN Sayaka Sato     | 22–20 21–18        | SLO Maja Tvrdy      |
| 31 de julho, 13:05  |                    |                     |
| JPN Sayaka Sato     | 18–21 –16 21–12    | GBR Susan Egelstaff |

#### Grupo I
| Nome            | J | V | D | SG | SP | Pts |
| --------------- | - | - | - | -- | -- | --- |
| FRA Pi Hongyan  | 2 | 2 | 0 | 4  | 1  | 2   |
| IRL Chloe Magee | 2 | 1 | 1 | 3  | 2  | 1   |
| EGY Hadia Hosny | 2 | 0 | 2 | 0  | 4  | 0   |

| 29 de julho, 20:17 | 29 de julho, 20:17 | 29 de julho, 20:17 |
| ------------------ | ------------------ | ------------------ |
| IRL Chloe Magee    | 21–17 21–6         | EGY Hadia Hosny    |
| 30 de julho, 20:52 |                    |                    |
| FRA Pi Hongyan     | 21–11 21–9         | EGY Hadia Hosny    |
| 31 de julho, 14:17 |                    |                    |
| FRA Pi Hongyan     | 16–21 –18 21–14    | IRL Chloe Magee    |

#### Grupo J
| Nome                     | J | V | D | SG | SP | Pts |
| ------------------------ | - | - | - | -- | -- | --- |
| HKG Yip Pui Yin          | 2 | 2 | 0 | 4  | 0  | 2   |
| KOR Sung Ji-hyun         | 2 | 1 | 1 | 2  | 2  | 1   |
| NOR Sara Blengsli Kværnø | 2 | 0 | 2 | 0  | 4  | 0   |

| 28 de julho, 19:40 | 28 de julho, 19:40 | 28 de julho, 19:40       |
| ------------------ | ------------------ | ------------------------ |
| KOR Sung Ji-hyun   | 21–8 21–5          | NOR Sara Blengsli Kværnø |
| 29 de julho, 14:19 |                    |                          |
| HKG Yip Pui Yin    | 21–8 21–7          | NOR Sara Blengsli Kværnø |
| 30 de julho, 13:05 |                    |                          |
| KOR Sung Ji-hyun   | 18–21 21–23        | HKG Yip Pui Yin          |

#### Grupo K
| Nome                 | J | V | D | SG | SP | Pts |
| -------------------- | - | - | - | -- | -- | --- |
| TPE Tai Tzu-ying     | 2 | 2 | 0 | 4  | 0  | 2   |
| FIN Anu Nieminen     | 2 | 1 | 1 | 2  | 2  | 1   |
| MEX Victoria Montero | 2 | 0 | 2 | 0  | 4  | 0   |

| 28 de julho, 13:09   | 28 de julho, 13:09 | 28 de julho, 13:09   |
| -------------------- | ------------------ | -------------------- |
| MEX Victoria Montero | 12–21 18–21        | FIN Anu Nieminen     |
| 30 de julho, 12:30   |                    |                      |
| TPE Tai Tzu-ying     | 21–11 21–14        | FIN Anu Nieminen     |
| 31 de julho, 09:07   |                    |                      |
| TPE Tai Tzu-ying     | 21–6 21–10         | MEX Victoria Montero |

#### Grupo L
| Nome               | J | V | D | SG | SP | Pts |
| ------------------ | - | - | - | -- | -- | --- |
| CHN Li Xuerui      | 2 | 2 | 0 | 4  | 0  | 2   |
| ESP Carolina Marín | 2 | 1 | 1 | 2  | 2  | 1   |
| PER Claudia Rivero | 2 | 0 | 2 | 0  | 4  | 0   |

| 28 de julho, 13:05 | 28 de julho, 13:05 | 28 de julho, 13:05 |
| ------------------ | ------------------ | ------------------ |
| CHN Li Xuerui      | 21–5 21–6          | PER Claudia Rivero |
| 29 de julho, 19:05 |                    |                    |
| CHN Li Xuerui      | 21–13 21–11        | ESP Carolina Marín |
| 30 de julho, 20:19 |                    |                    |
| ESP Carolina Marín | 21–17 21–7         | PER Claudia Rivero |

#### Grupo M
| Nome                   | J | V | D | SG | SP | Pts |
| ---------------------- | - | - | - | -- | -- | --- |
| THA Ratchanok Inthanon | 2 | 2 | 0 | 4  | 0  | 2   |
| POR Telma Santos       | 2 | 1 | 1 | 2  | 2  | 1   |
| SRI Thilini Jayasinghe | 2 | 0 | 2 | 0  | 4  | 0   |

| 29 de julho, 09:00     | 29 de julho, 09:00 | 29 de julho, 09:00     |
| ---------------------- | ------------------ | ---------------------- |
| THA Ratchanok Inthanon | 21–13 21–5         | SRI Thilini Jayasinghe |
| 30 de julho, 13:42     |                    |                        |
| POR Telma Santos       | 21–9 21–11         | SRI Thilini Jayasinghe |
| 31 de julho, 13:42     |                    |                        |
| THA Ratchanok Inthanon | 21–12 21–6         | POR Telma Santos       |

#### Grupo N
| Nome                  | J | V | D | SG | SP | Pts |
| --------------------- | - | - | - | -- | -- | --- |
| GER Juliane Schenk    | 2 | 2 | 0 | 4  | 0  | 2   |
| CZE Kristina Gavnholt | 2 | 1 | 1 | 2  | 3  | 1   |
| UKR Larisa Griga      | 2 | 0 | 2 | 1  | 4  | 0   |

| 28 de julho, 20:52 | 28 de julho, 20:52 | 28 de julho, 20:52    |
| ------------------ | ------------------ | --------------------- |
| GER Juliane Schenk | 21–18 21–14        | CZE Kristina Gavnholt |
| 29 de julho, 19:44 |                    |                       |
| UKR Larisa Griga   | 13–21 –15 15–21    | CZE Kristina Gavnholt |
| 30 de julho, 20:17 |                    |                       |
| GER Juliane Schenk | 21–12 21–14        | UKR Larisa Griga      |

#### Grupo O
| Nome                    | J | V | D | SG | SP | Pts |
| ----------------------- | - | - | - | -- | -- | --- |
| INA Adriyanti Firdasari | 2 | 2 | 0 | 4  | 1  | 2   |
| BUL Petya Nedelcheva    | 2 | 1 | 1 | 2  | 2  | 1   |
| BLR Alesia Zaitsava     | 2 | 0 | 2 | 1  | 4  | 0   |

| 29 de julho, 18:30      | 29 de julho, 18:30 | 29 de julho, 18:30      |
| ----------------------- | ------------------ | ----------------------- |
| BUL Petya Nedelcheva    | 21–7 21–19         | BLR Alesia Zaitsava     |
| 30 de julho, 09:09      |                    |                         |
| INA Adriyanti Firdasari | 21–10 16–21 –14    | BLR Alesia Zaitsava     |
| 31 de julho, 19:05      |                    |                         |
| BUL Petya Nedelcheva    | 10–21 15–21        | INA Adriyanti Firdasari |

#### Grupo P
| Nome          | J | V | D | SG | SP | Pts |
| ------------- | - | - | - | -- | -- | --- |
| CHN Wang Xin  | 1 | 1 | 0 | 2  | 0  | 1   |
| USA Rena Wang | 1 | 0 | 1 | 0  | 2  | 0   |

| 30 de julho, 08:30 | 30 de julho, 08:30 | 30 de julho, 08:30 |
| ------------------ | ------------------ | ------------------ |
| CHN Wang Xin       | 21–8 21–6          | USA Rena Wang      |

### Fase final
| Oitavas-de-final | Oitavas-de-final        | Oitavas-de-final | Oitavas-de-final | Oitavas-de-final |  |    | Quartas-de-final     | Quartas-de-final | Quartas-de-final | Quartas-de-final | Quartas-de-final |  |  | Semifinal | Semifinal        | Semifinal | Semifinal | Semifinal |  |                     | Final               | Final               | Final               | Final               | Final |
|                  |                         |                  |                  |                  |  |    |                      |                  |                  |                  |                  |  |  |           |                  |           |           |           |  |                     |                     |                     |                     |                     |       |
| A1               | CHN Wang Yihan          | 15               | 21               | 21               |  |    |                      |                  |                  |                  |                  |  |  |           |                  |           |           |           |  |                     |                     |                     |                     |                     |       |
| B1               | KOR Bae Youn-joo        | 21               | 14               | 14               |  |    | A1                   | CHN Wang Yihan   | 21               | 21               |                  |  |  |           |                  |           |           |           |  |                     |                     |                     |                     |                     |       |
| C1               | TPE Cheng Shao-chieh    | 21               | 21               |                  |  | C1 | TPE Cheng Shao-chieh | 14               | 11               |                  |                  |  |  |           |                  |           |           |           |  |                     |                     |                     |                     |                     |       |
| D1               | SIN Gu Juan             | 18               | 10               |                  |  |    |                      |                  |                  |                  |                  |  |  | A1        | CHN Wang Yihan   | 21        | 21        |           |  |                     |                     |                     |                     |                     |       |
| E1               | IND Saina Nehwal        | 21               | 21               |                  |  |    |                      |                  |                  |                  |                  |  |  | E1        | IND Saina Nehwal | 13        | 13        |           |  |                     |                     |                     |                     |                     |       |
| F1               | NED Yao Jie             | 14               | 16               |                  |  |    | E1                   | IND Saina Nehwal | 21               | 22               |                  |  |  |           |                  |           |           |           |  |                     |                     |                     |                     |                     |       |
| G1               | DEN Tine Baun           | 14               |                  |                  |  | G1 | DEN Tine Baun        | 15               | 20               |                  |                  |  |  |           |                  |           |           |           |  |                     |                     |                     |                     |                     |       |
| H1               | JPN Sayaka Sato         | 15               | r                |                  |  |    |                      |                  |                  |                  |                  |  |  |           |                  |           |           |           |  |                     | A1                  | CHN Wang Yihan      | 15                  | 23                  | 17    |
| I1               | FRA Pi Hongyan          | 21               | 12               | 16               |  |    |                      |                  |                  |                  |                  |  |  |           |                  |           |           |           |  |                     | L1                  | CHN Li Xuerui       | 21                  | 21                  | 21    |
| J1               | HKG Yip Pui Yin         | 13               | 21               | 21               |  |    | J1                   | HKG Yip Pui Yin  | 12               | 20               |                  |  |  |           |                  |           |           |           |  |                     |                     |                     |                     |                     |       |
| K1               | TPE Tai Tzu-ying        | 16               | 21               |                  |  | L1 | CHN Li Xuerui        | 21               | 22               |                  |                  |  |  |           |                  |           |           |           |  |                     |                     |                     |                     |                     |       |
| L1               | CHN Li Xuerui           | 21               | 23               |                  |  |    |                      |                  |                  |                  |                  |  |  | L1        | CHN Li Xuerui    | 22        | 21        |           |  |                     |                     |                     |                     |                     |       |
| M1               | THA R. Inthanon         | 21               | 21               |                  |  |    |                      |                  |                  |                  |                  |  |  | P1        | CHN Wang Xin     | 20        | 18        |           |  |                     |                     |                     |                     |                     |       |
| N1               | GER Juliane Schenk      | 16               | 15               |                  |  |    | M1                   | THA R. Inthanon  | 21               | 18               | 14               |  |  |           |                  |           |           |           |  | Disputa pelo bronze | Disputa pelo bronze | Disputa pelo bronze | Disputa pelo bronze | Disputa pelo bronze |       |
| O1               | INA Adriyanti Firdasari | 15               | 8                |                  |  | P1 | CHN Wang Xin         | 17               | 21               | 21               |                  |  |  |           |                  |           |           |           |  | E1                  | IND Saina Nehwal    | 18                  | 0                   |                     |       |
| P1               | CHN Wang Xin            | 21               | 21               |                  |  |    |                      |                  |                  |                  |                  |  |  |           |                  |           |           |           |  |                     | P1                  | CHN Wang Xin        | 21                  | 1                   | r     |